# ایمنی هومورال
ایمنی مزاجی یا ایمنی هومورال (به انگلیسی: Humoral immunity) نوعی از دفاع اختصاصی (دستگاه ایمنی تطبیقی) است که در آن، پادتن‌ها به عنوان ریزمولکول‌های واسطه، وارد عمل می‌شوند. این نوع از ایمنی به دلیل ماهیت خود، که از طریق مایعات بدن انجام می‌گیرد، ایمنی هومورال، یا ایمنی مایعات بدن نام گرفته‌است. این سیستم که در بیشتر مهره‌داران وجود دارد، از اجزای مولکولی و سلولی تشکیل می‌شود که در فرایند ایمنی بدن نقش دارند و به صورت اختصاصی‌تر، به مقابله با خطرات می‌پردازند.
لنفوسیت‌های B هنگامی که برای نخستین بار به آنتی‌ژنی متصل می‌شوند، رشد می‌یابند، تقسیم می‌شوند و طی تغییراتی به پلاسموسیت و سلول‌های B خاطره تبدیل می‌شوند. پلاسموسیت‌ها پروتئین‌هایی به نام پادتن ترشح می‌کنند که در خون محلول هستند.

## لنفوسیت بی
نقش اصلی در فرایند ایمنی هومورال برعهده لنفوسیت‌های بی است. این سلول‌ها پس از برخورد با آنتی‌ژن مختص به خود، فرایند رشد و تقسیم را می‌گذرانند. در جریان تقسیم این سلول‌ها، سلول‌های دیگری به نام پلاسموسیت و سلول B خاطره به وجود می‌آیند که به صورت مستقیم در جریان فرایند ایمنی قرار می‌گیرند. سلول‌های پلاسموسیتی که از لنفوسیت B ساخته می‌شوند، توانایی ساخت پادتن اختصاصی آنتی‌ژن هدف را دارا هستند تا در برخوردهای آینده با این آنتی‌ژن، توانایی تولید پادتن و مقابله با آنتی‌زن هدف را داشته باشد. سلول‌های B خاطره نیز، سلول‌هایی همانند لنفوسیت‌های B هستند که در حالت آماده باش قرار دارد، توانایی مقابله سریع با آنتی‌ژن و همچنین تولید پلاسموسیت و سلول B خاطره را به منظور ادامه این چرخه دارد. به این ترتیب، یک دفاع اختصاصی در سیستم ایمنی شکل می‌گیرد که در آن، بدن همواره توانایی مقابله با نوعی خاص از آنتی‌ژن‌ها را دارا می‌باشد.
هر نوع پادتن به به نوع خاصی آنتی‌ژن متصل می‌شود و آن را از بین می‌برد. نحوهٔ عمل پادتن‌ها گوناگون است. در بسیاری از موارد پادتن با اتصال به آنتی‌ژن‌های سطح عامل بیگانه، از اتصال آن به سایر سلول‌های بدن جلوگیری می‌کند، و موجب می‌شود میکروب به آسانی توسط ماکروفاژ بلعیده شود. سلول‌های B خاطره نیز در بدن در حالت آماده‌باش می‌مانند و درصورت برخورد دوباره با همان آنتی‌ژن، تعداد بیشتری پلاسموسیت و مقدار کمی سلول خاطره تولید می‌کنند. در نتیجه، پادتن با مقدار و سرعت بیشتر تولید می‌گردد و مبارزه با شدت بیشتری انجام می‌گیرد.

فعال شدن لنفوسیت‌های بی یکی از بخش‌های اصلی از عملکرد ایمنی هومورال می‌باشد.